# Vanuatubasis bidens
Vanuatubasis bidens – gatunek ważki z rodziny łątkowatych (Coenagrionidae). Endemit Vanuatu; jak dotąd stwierdzony tylko na wyspie Anatom.